# 王庭栢
王庭栢（？—？），字元長，號象林，南直隸松江府華亭縣人，明朝政治人物。

## 生平
萬曆四十一年進士王庭梅弟。萬曆四十三年（1615年）乙卯科應天鄉試舉人，四十七年（1619年）己未科二甲第六十三名進士。通政司觀政，授工部都水司主事，管器皿廠，天啓四年主考廣西鄉試，本年丁憂歸。七年起营缮司主事，管節慎庫，崇祯二年升員外郎，四年謫江西按察司照磨，五年升邵武府推官，不久革任。南明弘光元年（1645年）五月南京失陷後，與兄王庭梅隱居不仕。

## 家族
曾祖王泉玉，封工部员外郎。祖王俞，太學生。父王克讓。